# Regina Głąb
Regina Głąb (ur. 6 września 1931 w Chłopigoździe, gmina Więcbork) – polska nauczycielka i rolniczka, poseł na Sejm PRL VII kadencji.

## Życiorys
W 1949 ukończyła szkołę podstawową i kurs dla wychowawczyń przedszkoli. Od 1950 była wychowawczynią w przedszkolu w Sypniewie, a następnie – do 1952 – kierowniczką przedszkola w Płociczu. Od 1950 należała do Zjednoczonego Stronnictwa Ludowego. W latach 1952–1955 była instruktorem organizacyjno-technicznym w Powiatowym Komitecie ZSL. Działała także w Kole Gospodyń Wiejskich oraz w Komitecie Frontu Jedności Narodu. Zasiadała w Gminnym Komitecie ZSL. W 1976 uzyskała mandat posła na Sejm PRL w okręgu Bydgoszcz. Zasiadała w Komisji Przemysłu Lekkiego.